# Catherine Marsal
Catherine Marsal (Metz, 20 januari 1971) is een Frans voormalig wielrenster. Ze is viervoudig wereldkampioene, zesvoudig Frans kampioene en in 1995 verbrak ze het Werelduurrecord. Verder behaalde ze overwinningen in o.a. de Giro Donne, Tour de l'Aude, Ronde van de Finistère en de Postgiro. Ze kwam viermaal uit voor Frankrijk op de Olympische Zomerspelen 1988, 1992, 1996 en 2000.
Direct nadat ze haar carrière beëindigde, werd ze in 2005 ploegleider van het Deense Team SATS Cycling en in april 2015 werd ze bondscoach voor de vrouwen van de Deense wielerbond. Onder haar leiding werd Amalie Dideriksen wereldkampioene in 2016.
Marsal woont in Kopenhagen. Ze is getrouwd met een Deense en kreeg in 2013 een zoon.

## Palmares

### Werelduurrecord
Op 29 april 1995 verbrak Marsal in de velodrome in Bordeaux het 5,5 jaar oude Werelduurrecord van landgenote Jeannie Longo met ruim 2 km tot 47,112 km. Op 17 juni van dat jaar deed de Britse Yvonne McGregor het nog 299 m beter. In 1997 werden deze records op 'niet traditionele' fietsen ondergebracht in de categorie Best Human Effort.

### Wereldkampioenschap
- 1987: Wereldkampioene op de weg (junior)
- 1988: Wereldkampioene op de baan (individuele achtervolging, junior)
- 1990: Wereldkampioene op de weg (elite)
- 1991: Wereldkampioene op de weg (ploegentijdrit)

### Frans kampioenschap
- 1990: Frans kampioene op de weg (elite)
- 1996: Frans kampioene op de weg (elite)
- 1997: Frans kampioene tijdrijden (elite)
- 1997: Frans kampioene op de baan (achtervolging, elite)
- 1997: Frans kampioene op de baan (puntenkoers, elite)
- 1999: Frans kampioene op de baan (puntenkoers, elite)

### Etappewedstrijden
- 1989: Eindklassement Tour de Bretagne
- 1989: Eindklassement Tour of Texas
- 1989: Eindklassement Crono de L’Quest
- 1989: Eindklassement Ronde van de Finistère
- 1989: Eindklassement Circuit des Vignes
- 1989: Eindklassement Tour de Canton du Perreux
- 1990: Eindklassement Giro Donne
- 1990: Eindklassement Ronde van de Europese Unie
- 1990: Eindklassement Tour of Texas
- 1990: Eindklassement Tour de l'Aude
- 1990: Eindklassement Postgiro
- 1994: Eindklassement Tour de l'Aude
- 1996: Eindklassement Ronde van Aquitanië